# Adrien Farjat
Adrien Lucien Farjat, dit Adrien Farjat, né le 11 décembre 1859 à Lyon et mort le 16 janvier 1933 à Paris, est un ouvrier-tisserand, journaliste, militant blanquiste et homme politique socialiste français.
Son frère Gabriel Farjat est aussi un militant socialiste et fondateur de la branche lyonnaise du POF (Parti ouvrier français).

## Biographie

### Militant socialiste lyonnais
Né en 1859 et engagé très jeune dans le mouvement socialiste Lyonnais, Adrien Farjat rejoint les blanquistes et devient membre de la Ligue pour l'abolition des armées permanentes. Il adhère à différents cercles d'étude, comme le "Cercle d'études sociales" (1881) ou le "Cercle de l’Égalité" (1883)", destinés à la propagande socialiste. Il collabore dans le même temps au journal Le Ralliement et à L'Intransigeant de Henri Rochefort. En 1881, quelque temps après la mort de Auguste Blanqui, il écope de deux mois de prison, en compagnie de Émile Eudes, pour avoir participé aux manifestations du premier anniversaire du « vieux ». La même année, il participe à la fondation du CRC (Comité révolutionnaire central) avec Édouard Vaillant et Ernest Granger, et en devient le secrétaire.

### Adhésion au boulangisme
En 1889, il rejoint le CCSR (Comité central socialiste révolutionnaire), issu de la scission avec le CRC, et favorable au boulangisme. Il en devient le secrétaire général et organise plusieurs réunions sur des thèmes variés comme, en 1902, sur « l'organisation d'une armée nationale ». Il est également présent lors de réunions au cours desquelles il « attaque les défenseurs de la réaction juive » et à des meetings tenus par le Marquis de Morès et Jules Guérin. La Libre Parole rapporte que « M. Farjat n'est pas seulement ennemi du Juif, mais de tout homme qui imite le Juif, qui vole et spécule ». En 1898, il entre à la Commission exécutive du Parti Républicain Socialiste Français crée par Henri Rochefort et Alfred Gabriel pour rassembler les blanquistes ralliés au nationalisme et les antisémites se revendiquant du socialisme français.
En 1912, il se retire de la vie politique tout en restant adhérant à la 14e section de la SFIO Section française de l'Internationale ouvrière). Il meurt en 1933 et ses obsèques ont lieu au cimetière du Père-Lachaise.

### Famille
Gendre du général Émile Eudes, il épouse sa sœur Jeanne (Lucie) Eudes, le 17 septembre 1896 et ont deux enfants: Adrienne (1897) et Gabrielle (1899).